# Кусекеевский сельсовет
Кусекеевский сельсовет — муниципальное образование в Бирском районе Башкортостана.

## История
Согласно «Закону о границах, статусе и административных центрах муниципальных образований в Республике Башкортостан» имеет статус сельского поселения.

## Население
| 2002  | 2009  | 2010  | 2012  | 2013  | 2014  | 2015  |
| ----- | ----- | ----- | ----- | ----- | ----- | ----- |
| 1532  | ↘1506 | ↘1408 | ↘1367 | ↘1320 | ↘1307 | ↘1298 |
| 2016  | 2017  |       |       |       |       |       |
| ↘1282 | ↘1221 |       |       |       |       |       |

## Состав сельского поселения
| №  | Населённый пункт | Тип населённого пункта       | Население |
| -- | ---------------- | ---------------------------- | --------- |
| 1  | Кусекеево        | село, административный центр | ↘504      |
| 2  | Кандаковка       | деревня                      | ↘324      |
| 3  | Акудибашево      | село                         | ↘270      |
| 4  | Пеньково         | село                         | ↘157      |
| 5  | Шамсутдин        | деревня                      | ↘56       |
| 6  | Новодесяткино    | деревня                      | ↗55       |
| 7  | Поповка          | деревня                      | ↗33       |
| 8  | Александровка    | хутор                        | ↗4        |
| 9  | Вознесенка       | деревня                      | ↘3        |
| 10 | Андреевка        | деревня                      | ↗2        |